# 작은 그물막
작은 그물막(lesser omentum, small omentum, gastrohepatic omentum) 또는 소망은 간에서 위의 작은 굽이와 십이지장의 첫 부분까지 확장되는 이중 복막이다.

## 같이 보기
- 그물막
- 큰 그물막
- 위의 굽이
- 복막
- 창자간막

## 참고 문헌
이 문서는 현재 퍼블릭 도메인에 속하는 그레이 해부학 제20판(1918) page 1156의 내용을 기초로 작성된 글이 포함되어 있습니다.